# غيسل جونسون
غيسل جونسون (بالنرويجية البوكمول: Gisle Johnson)‏ هو عالم عقيدة وأستاذ جامعي نرويجي، ولد في 10 سبتمبر 1822 في هالدن في النرويج، وتوفي في 17 يوليو 1894 في Nøtterøy ‏ في النرويج.

## وصلات خارجية
- غيسل جونسون على موقع الموسوعة البريطانية (الإنجليزية)